# Thermal Express
Le Thermal Express était un train de première classe saisonnier au départ de Paris qui desservait les stations thermales de l'Auvergne,  Vichy, Châtel-Guyon, Royat, le Mont-Dore et La Bourboule. 

## Histoire
Le Thermal Express est créé par la Compagnie des chemins de fer de Paris à Lyon et à la Méditerranée (PLM)  et repris ensuite par la SNCF. Avant guerre, il mettait Vichy à 4h30 de Paris .  
De sa création et jusqu'à la fin des années 1940 ou tout début des années 1950, le train partait par la gare de Lyon puis empruntait la ligne par Nevers et Moulins sur Allier. Puis jusqu'en 1972, il partit de la gare d'Austerlitz, passant par Les Aubrais, Vierzon, Bourges, franchissait l'Allier à Saincaize, rejoignant la ligne Nevers Moulins-sur-Allier. Il bénéficiait ainsi d'une large portion électrifiée. À partir de 1972, il repartit de nouveau de la gare de Lyon, repassant par Nevers et Moulins-sur-Allier. Ce train a disparu en 1981.   
Il fut concurrencé à la fin des années 1920 par l'éphémère Londres-Vichy Pullman en service entre 1928 et 1930, puis uniquement entre Boulogne-sur-Mer et Vichy jusqu'en 1939.
Le nom de Thermal Express a été repris pour baptiser une voie verte entre Riom et Châtel-Guyon sur l'ancienne voie ferrée qui reliait les deux villes.